# Маний Ацилий Авиола (консул 54 г.)
Вижте пояснителната страница за други личности с името Маний Ацилий Авиола.
Маний Ацилий Авиола (на латински: Manius Acilius Aviola; † 97) e сенатор на Римската империя през 1 век. Произлиза от клон Авиола на фамилията Ацилии.
През 54 г. Маний Ацилий Авиола е редовен консул от януари до юни заедно с Марк Азиний Марцел. През 65/66 г. е проконсул на провинция Азия.
Фронтин (aqu. 102) пише, че той е от 74 до смъртта си 97 г. curator aquarum, , който наблюдава водоснабдяването на Рим. Той е женен за Едия Сервилия (Aedia Servilia).